# Česká národní banka
Česká národní banka (CNB) är Tjeckiens centralbank. Den grundades i januari 1993 och har sitt säte i Prag. Sedan den 1 maj 2004 utgör centralbanken en del av Europeiska centralbankssystemet. Centralbankschef är Aleš Michl.